# RFM Party 80
 (juillet 2012).
RFM Party 80 était une tournée musicale d'artistes de variétés ayant réalisé des tubes dans les années 1980 pour la grande majorité.

## Historique
Créée en 2006 par Olivier Kaefer et Hugues Gentelet, la tournée RFM Party 80 a débuté le 15 mars 2007 au Zénith de Paris. Des concerts ont notamment eu lieu au stade de France (17 mai 2008), à la Foire aux Vins de Colmar (17 août 2008 et 14 août 2009) et au Palais omnisports de Paris-Bercy le 22 mars 2012.
En 2010, une partie supplémentaire est appelée RFM Love 80 et certains artistes se produisent sur scène sous l'appellation de Entre Nous. En 2012, la tournée devient Best of RFM Party 80.

## Webradio RFM Party 80
Pour accompagner le succès de ce spectacle musical, une webradio est créée en 2007.

## FilmStars 80
Leur aventure est racontée sur un registre comique dans le film Stars 80, anciennement Stars des années 80, produit par Thomas Langmann (sortie le 24 octobre 2012). Les chanteurs jouent leur propre rôle, tandis que les personnages d'Olivier Kaefer et Hugues Gentelet sont interprétés par Patrick Timsit et Richard Anconina.
Synopsis : Vincent et Antoine, deux fans des années 80, dirigent une petite société de spectacle qui fait tourner des sosies dans toute la France. Entre déboires sentimentaux et caprices de leurs pseudo vedettes, l’affaire finit par péricliter. À la veille du dépôt de bilan, ils retrouvent un carton de vieux 45 tours : Jeanne Mas, Jean-Luc Lahaye, Lio, Desireless, Peter & Sloane, François Feldman, Début de soirée, Images, Cookie Dingler, Sabrina, Gilbert Montagné… tous les tubes des années 80 ! Immédiatement, l’étincelle jaillit : pourquoi ne pas faire remonter sur scène les vraies stars des années 80 ? Les deux producteurs partent alors en quête de ces vedettes oubliées, et montent une tournée de concerts qui débutera dans la galère avant de cartonner en province et triompher… au Stade de France !
Devant le succès de Stars 80 (1 809 617 spectateurs), une tournée homonyme est organisée, qui commence le 1er février 2013 au Mans. Elle est produite par Claude Cyndecki (Cheyenne Productions) et Olivier Kaefer en est le metteur en scène.

## Artistes

### Tournée 2007 présentée parLaurent Petitguillaume
- Jimmy Somerville
- Emile et Images
- Ryan Paris (Uniquement au Zénith de Paris, Lille, Toulouse, Montpellier)
- Bananarama (uniquement à Paris, Lille, Toulouse, Montpellier)
- Tina Charles (uniquement à Paris, Lille, Toulouse et Montpellier)
- François Feldman
- Joniece Jamison
- Partenaire particulier
- Sabrina
- Lio
- Jean-Pierre Mader
- Rose Laurens
- Desireless
- Début de Soirée
- Vivien Savage
- Cookie Dingler
- Jean Schultheis
- Philippe Cataldo
- Léopold Nord et Vous

### Tournée 2008 présentée parLaurent Petitguillaume
- Emile et Images
- Lio
- Jean-Pierre Mader
- Rose Laurens
- Sabrina
- Desireless
- Jeanne Mas (Uniquement au Stade de France)
- Partenaire particulier
- Début de Soirée
- Vivien Savage
- Cookie Dingler
- Jean Schultheis
- Philippe Cataldo
- Richard Sanderson
- Murray Head (Uniquement au Stade de France, à Rennes et à la Foire aux Vins de Colmar)
- Opus (Uniquement au Stade de France)
- Léopold Nord et Vous
- Kazero
- Raft

### Tournée 2009 présentée parLaurent Petitguillaume
Première partie : Lucky fait chanter le public sur les génériques séries télé cultes 80 et change 12 fois de costumes en rapport avec l'extrait en moins de 20 minutes.
- Jean-Luc Lahaye
- Philippe Cataldo
- Jakie Quartz
- Le grand orchestre du Splendid
- Luna Parker
- Emile & Images (uniquement à Ouveillan & Monaco)
- Eric Morena
- Peter et Sloane
- Thierry Pastor
- Desireless
- Cookie Dingler
- Début de Soirée
- Jean-Pierre Mader
- Sabine Paturel

### Foire aux vins de Colmar 2009 présentée parLaurent Petitguillaume
Première partie : Lucky fait chanter le public sur les génériques séries télé cultes 80 et change douze fois de costumes en rapport avec l'extrait en moins de 20 minutes.
- Jeanne Mas
- Jakie Quartz
- Le grand orchestre du Splendid
- Luna Parker
- Eric Morena
- Sabine Paturel
- Thierry Pastor
- Phil Barney
- Cookie Dingler
- Début de Soirée
- Jimmy Somerville
- François Feldman
- Joniece Jamison
- Philippe Cataldo

### Tournée 2010 présentée parLaurent Petitguillaume
Pas de première partie. Le 26 mars 2010, la tournée est au Zénith de Lille. A cette occasion, le spectacle est filmé et diffusé à la télévision le 25 août 2010 sur TMC. La chaîne arrive en tête de la TNT avec 870 000 téléspectateurs, soit 4,2 % de parts de marché[réf. nécessaire].
RFM Love 80 :
- Bibie (excepté au Théâtre antique de Vienne et aux Arènes de Bayonne)
- F. R. David (excepté au Théâtre antique de Vienne et aux Arènes de Bayonne)
- Phil Barney
- Richard Sanderson (excepté au Théâtre antique de Vienne)
- Nacash (uniquement au Summum de Grenoble)
- Hervé Cristiani (excepté au Théâtre antique de Vienne et aux Arènes de Bayonne)
- François Feldman
- Jean-Luc Lahaye (uniquement aux Arènes de Bayonne, au Théâtre antique de Vienne et au Zénith de Lille)
- Jakie Quartz (uniquement au Théâtre antique de Vienne)

RFM Party 80 :
- Jeanne Mas et ses musiciens (jusqu'à l'été)
- Emile & Images (à partir du mois d'octobre)
- Jimmy Somerville (excepté au Théâtre antique de Vienne)
- Kazero (excepté au Théâtre antique de Vienne)
- Desireless (excepté au Zénith de Pau)
- Les avions (excepté au Théâtre antique de Vienne)
- Début de Soirée
- Jean-Pierre Mader
- Cookie Dingler (excepté au Théâtre antique de Vienne et au Zénith de Pau)
- Kaoma (excepté au Summum de Grenoble, au Théâtre antique de Vienne et aux Arènes de Bayonne)
- Paco (uniquement aux Arènes de Bayonne)
- Lio (uniquement au Théâtre antique de Vienne)
- Léopold Nord et Vous (uniquement au Théâtre antique de Vienne)
- Philippe Cataldo (uniquement au Théâtre antique de Vienne)
- Thierry Pastor (uniquement au Théâtre antique de Vienne)
- Ottawan (uniquement au Zénith de Pau)

### Tournée 2011 "Entre nous" (Pas de présentateurs)
Pas de première partie.
- Emile & Images
- Début de Soirée
- Cookie Dingler
- Jean-Pierre Mader
- Thierry Pastor

### Été Party 80 à Dax (2011) présenté parKaren Cheryl&Laurent Petitguillaumeet retransmis surFrance 3
Première partie : Lucky Dance Party (non retransmis sur France 3)
- Sabrina
- Samantha Fox
- Jean Luc Lahaye
- Lio
- Jean Pierre Mader
- Début de Soirée
- Emile et Images
- François Feldman
- Jean Schultheis
- Cookie Dingler
- F.R David
- Desireless
- Laroche Valmont
- Richard Sanderson
- Thierry Pastor
- Luna Parker
- Spagna
- Michaël Grégorio
- Dracula

Enregistré le 5 août 2011 et diffusé sur France 3 le 22 août, le concert est regardé par 2 100 000 téléspectateurs.

### Tournée 2012 "Best of RFM Party 80" présentée parMarc ToescaetLuckypuis dès Novembre 2012 par Lucky seul
Pas de première partie. Le spectacle est diffusé en direct de Bercy le 22 mars 2012 sur Paris Première.
- Lio
- Peter et Sloane
- Emile & Images
- Cookie Dingler
- Jean-Luc Lahaye
- Sabrina
- Début de Soirée
- Samantha Fox
- Jean-Pierre Mader
- Laroche Valmont
- Philippe Cataldo
- Luna Parker
- Thierry Pastor
- Caroline Loeb (5 dates)

### Anecdotes
Emile et Images remplacent Jeanne Mas, qui aurait dû faire partie de la tournée 2010, Emmanuelle Mottaz refuse de rejoindre la tournée en 2012.[réf. nécessaire]

## Discographie
- RFM Party 80 (2 CD, 26 février 2007)
- RFM Party 80 - Edition spéciale (2 CD, 21 avril 2008)
- RFM Party 80 Karaoké (2 DVD, 19 mai 2008)
- 100 tubes RFM Party 80 - Love and Party (5 CD, 1er février 2010)
- RFM Party 80 - La compilation best of (5 CD, 19 mars 2012)